# 피에르 망데스 프랑스
피에르 망데스 프랑스(Pierre Mendès France)는 1907년 1월 11일 파리에서 태어나 1982년 10월 18일 파리에서 75세의 나이로 사망한 프랑스의 정치인으로, PMF라는 별명으로도 알려져 있다.
그는 1924년부터 극우에 대항하여 학생 운동을 하며 정치 경력을 시작했으며, 1932년 외르 지역구 국회위원으로 선출된다. 급진적 사회주의자로서 그는 인민전선 연정에 참가한다. 그는 1938년 짧은 기간 동안 정권을 잡은 블룸 2차 정권의 구성원이었다. 제2차 세계 대전 동안, 비시 정부에게 투옥된 이후, 그는 레지스탕스에 들어가 프랑스 자유 공군에 자원했다. 그는 1943년 9월부터 1945년 4월 동안 드골 장군의 임시정부에서 재무 담당 위원직과 국가경제 장관직을 맡았다.
1954년 6월 르네 코티에 의하여 총리로 임명된 그는 외무부 장관직 역시 겸직했다. 그가 인도차이나에서 평화 조약을 성사시켰음에도, 튀니지의 독립을 승인하고자 준비했음에도, 모로코의 독립 승인을 시작하고자 하였음에도 불구하고, 그가 알제리에서 시도한 개혁은 식민주의자였던 반대편과 반식민주의자였던 지지자들 모두에게 매도당한 채 제4공화국 정부를 파멸로 이르게 했다.
1956년 기 몰레 정권의 내무부 무임소(無任所) 장관에 임명된 그는 알제리에 대한 몰레 정권의 정책에 반발하여 몇 달 안되어 사직한다.
그는 1958년 샤를 드골의 총리 임명에 대하여 반대 투표를 하고, 같은 해 11월 총선에서 패한 후 모든 직무에서 사임한다. 1967년 이제르 제2지역구 국회의원으로 뽑히고 같은 해 낙선한 그는, 1969년 대선 동안 가스통 드페르와 함께 단일화한다.
그가 프랑스 정부를 이끈 것은 일곱 달이 조금 넘는 기간뿐이지만, 그는 프랑스 좌파에 있어 중요한 정신적 지주이다.